# Miller Brewing Company
Miller Brewing Company – amerykańskie przedsiębiorstwo zajmujące się produkcją piwa. Należy do SABMiller, mieści się w Milwaukee w stanie (Wisconsin). Przedsiębiorstwo posiada browary w Albany (Georgia), Chippewa Falls (Wisconsin), Eden (Karolina Północna), Fort Worth (Teksas), Irwindale (Kalifornia), Milwaukee (Wisconsin), Trenton (Ohio).

## Historia
Przedsiębiorstwo zostało utworzone w 1855 r. przez Fredericka Millera, który kupił Plank Road Brewery (Browar Plank Road). Na początku nabył on mały browar umiejscowiony w Miller Valley, co dawało mu łatwy dostęp do potrzebnych produktów, wytwarzanych na pobliskich farmach. Od 15 stycznia 1920 r. browar, tak jak inne w USA, przeżywał kryzys. Było to spowodowane 18. poprawką do Konstytucji Stanów Zjednoczonych, która wprowadziła prohibicję. Przedsiębiorstwo produkowało wtedy inne napoje – niezawierające alkoholu. 6 kwietnia 1933 r. 21. poprawka zniosła prohibicję, a browar wznowił produkcję piwa. W maju tego roku, ustanowiono też obecną firmę: Miller Brewing Company. W 1947 r. browar przejął prawnuk założyciela – Frederick C. Miller. Znacznie rozwinął on przedsiębiorstwo, powodując że w 1949 r. sprzedaż przekroczyła milion beczek, a w 1952 trzy miliony. Piwo tego przedsiębiorstwa było dostępne w 48 stanach oraz na Hawajach. 9 września 1966 r. konglomerat W. R. Grace and Company kupił 53% udziałów przedsiębiorstwa od Lorraine John Mulberger (prawnuczki Freda Millera) i jej rodziny. 12 czerwca 1969 r. Philip Morris kupił przedsiębiorstwo od W. R. Grace and Company za 130 milionów dolarów, przebijając PepsiCo.
30 maja 2002 r. przedsiębiorstwo zostało nabyte od Philip Morris (obecnie Altria) przez South African Breweries, tworząc SABMiller. 14 sierpnia 2006 r. Miller Brewing ogłosiło zakończenie procesu kupna marki Sparks oraz Steel Reserve od McKenzie River Corporation za 215 milionów dolarów.

## Produkty

### Piwa Miller
- Miller Lite
- Miller Lite Ice
- Miller Genuine Draft (sprzedawane w Polsce przez Kompanię Piwowarską)
- Miller Genuine Draft Light
- Miller Gold
- Miller High Life
- Miller High Life Light
- Miller 1855 Celebration Lager
- Frederick Miller Classic Chocolate Lager
- Milwaukee’s Best
- Milwaukee’s Best Light
- Milwaukee’s Best Ice

### Piwa Hamm’s
- Hamm’s Beer
- Hamm’s Golden Draft
- Hamm’s Special Light

### Piwa Plank Road
- Icehouse 5.0
- Icehouse 5.5
- Red Dog
- South Paw Light

### Piwa Leinenkugel’s
- Leinenkugel’s Sunset Wheat
- Leinenkugel’s Honey Weiss
- Leinenkugel’s Berry Weiss
- Leinenkugel’s Red Lager
- Leinenkugel’s Creamy Dark
- Leinenkugel’s Original
- Leinenkugel’s Light

Piwa sezonowe:
- Leinenkugel’s Oktoberfest (sierpień – październik)
- Leinenkugel’s Apple Spice (wrzesień – grudzień)
- Leinenkugel’s Big Butt Doppelblock (styczeń – marzec)

### Piwa Henry Weinhard’s
- Henry Weinhard’s Amber Light
- Henry Weinhard’s Blue Boar Pale Ale
- Henry Weinhard’s Hefeweizen
- Henry Weinhard’s Northwest Trail
- Henry Weinhard’s Private Reserve

### Inne marki
- Mickey’s
- Olde English HG800
- Foster’s
- Peroni Nastro Azzurro
- Pilsner Urquell
- Sharp’s – napój energetyzujący

## Nagrody

### World Beer Cup
| Wynik | Rok  | Marka                            | Kategoria                                         |
| ----- | ---- | -------------------------------- | ------------------------------------------------- |
|       | 1996 | Miller Lite                      | American-Style Light Lager                        |
|       | 1996 | Icehouse                         | American-Style Ice Lager                          |
|       | 1996 | Leinenkugel’s Red Lager          | Vienna-Style Lager                                |
|       | 1998 | Leinenkugel’s Red Lager          | Vienna-Style Lager                                |
|       | 1998 | Miller Lite                      | American-Style Light Lager                        |
|       | 1998 | Miller Genuine Draft             | American-Style Premium Lager                      |
|       | 1998 | Miller High Life Ice             | American-Style Ice Lager                          |
|       | 1998 | Red Dog                          | American-Style Lager                              |
|       | 1998 | Icehouse                         | American-Style Ice Lager                          |
|       | 2000 | Henry Weinhard’s Amber Ale       | American-Style Amber Lager                        |
|       | 2000 | Henry Weinhard’s Private Reserve | American-Style Premium Lager                      |
|       | 2000 | Double Play Dunkelweizen         | South German-Style Dunkel Weizen/Dunkel Weissbier |
|       | 2000 | Leinenkugel’s Hefeweizen         | South German-Style Weizen/Weissbier               |
|       | 2000 | Leinenkugel’s Creamy Dark        | American-Style Dark Lager                         |
|       | 2000 | Leinenkugel’s Honey Weiss        | American-Style Wheat Ale or Lager                 |
|       | 2000 | Miller Genuine Draft Light       | American-Style Lager                              |
|       | 2000 | Miller High Life Light           | American-Style Light Lager                        |
|       | 2000 | Southpaw Light                   | American-Style Light Lager                        |
|       | 2000 | Mickey’s                         | American-Style Specialty Lager                    |
|       | 2000 | Mickey’s Ice                     | American-Style Specialty Lager                    |
|       | 2002 | Henry Weinhard’s Dark Lager      | American-Style Dark Lager                         |
|       | 2002 | Henry Weinhard’s Private Reserve | American-Style Premium Lager                      |
|       | 2002 | Henry Weinhard’s Northwest Trail | American-Style Amber Lager                        |
|       | 2002 | Leinenkugel’s Creamy Dark        | American-Style Dark Lager                         |
|       | 2002 | Leinenkugel’s Honey Weiss        | American-Style Wheat Ale or Lager                 |
|       | 2002 | Leinenkugel’s Red Lager          | Vienna-Style Lager                                |
|       | 2002 | Miller High Life                 | American-Style Lager                              |
|       | 2002 | Miller Lite                      | American-Style Light Lager                        |
|       | 2002 | Icehouse                         | American-Style Specialty Lager                    |
|       | 2002 | Olde English HG800               | American-Style Specialty Lager                    |
|       | 2004 | Henry Weinhard’s Amber Light     | American-Style Light Amber Lager                  |
|       | 2004 | Henry Weinhard’s Hefeweizen      | American-Style Hefeweizen                         |
|       | 2004 | Henry Weinhard’s Private Reserve | American-Style Premium Lager                      |
|       | 2004 | Leinenkugel’s Creamy Dark        | American-Style Dark Lager                         |
|       | 2004 | Leinenkugel’s Honey Weiss        | American-Style Wheat Beer                         |
|       | 2004 | Olde English HG800               | American-Style Specialty Lager                    |
|       | 2004 | Miller High Life Light           | American-Style Light Lager                        |
|       | 2006 | Henry Weinhard’s Classic Dark    | American-Style Dark Lager                         |
|       | 2006 | Henry Weinhard’s Private Reserve | American-Style Premium Lager                      |
|       | 2006 | Leinenkugel’s Sunset Wheat       | Herb and Spice Beer                               |
|       | 2006 | Leinenkugel’s Honey Weiss        | American-Style Wheat Beer                         |
|       | 2006 | Miller Lite                      | American-Style Light Lager                        |
|       | 2006 | Miller High Life                 | American-Style Lager                              |
|       | 2006 | Icehouse                         | American-Style Specialty Lager                    |
|       | 2006 | Olde English HG800               | American-Style Specialty Lager                    |
|       | 2006 | Milwaukee’s Best Ice             | American-Style Specialty Lager                    |